# Perfect Day (Roman)
Perfect Day ist der dritte Psychothriller der deutschen Schriftstellerin Romy Hausmann, der im Jahr 2022 erschienen ist. Auf der SPIEGEL-Bestsellerliste stand der Roman Ende Januar 2022 auf Platz vier.

## Handlung
Berlin wird seit 14 Jahren von einer grausamen Kindermordserie erschüttert. Zehn Mädchen im Grundschulalter verschwinden und werden einige Zeit später ermordet aufgefunden. Die Mordserie begann im Juni 2003 in Berlin-Hellersdorf und wiederholt sich im jährlichen Abstand. Ein Serientäter geht wie folgt vor, indem er seinen Opfern die Pulsadern aufschneidet. Die Polizei wird mit symbolhaft drapierten roten Schleifen zum Tatort geführt.
Der bisherig als unbescholten geltende und alleinerziehende Walter Lesniak wird von einem Zeugen erkannt, anschließend in der Weihnachtsvorbereitungszeit am 9. November 2017, an einem fröhlichen und unbeschwerten Tag, wegen dringendem Tatverdacht von der Polizei in einer überfallartigen Aktion verhaftet und anschließend in Untersuchungshaft in der JVA Moabit gebracht. Er schweigt jedoch und äußert sich nicht zu den ihm vorgeworfenen Tötungsdelikten. Für alle Beteiligten passiert diese Verhaftung völlig überraschend, da sie auch in keiner Weise ins öffentliche Bild des Tatverdächtigen passt. Seine Tochter Ann versucht in Zwischenzeit, die Unschuld ihres Vaters zu beweisen und macht sich auf die Suche nach den Familien der Opfer. Sie will unbedingt den wahren Täter finden, da sie ihren fürsorglichen Vater nicht für fähig hält, andere Menschen zu töten. Mit dem Journalisten Jakob begibt sie sich auf Spurensuche nach Schergel in Niederbayern.
Am 19. Mai 2021 eröffnet Walter Lesniak seine Motivlage, die ihn zu den Morden getrieben hatte. Er leidet unter Alexithymie, Gefühlsblindheit und befürchtete, diese Krankheit auf seine Tochter vererbt zu haben. Er hatte erstmals Gefühle, als Ann ihren schweren Fahrradunfall erlitt und ihr Blut aus den Pulsadern sprudelte. Dieses Gefühlserlebnis einer Mischung aus Angst, väterlicher Fürsorge, Schmerz und Verzweiflung konnte Walter Lesniak später nur noch dadurch reproduzieren, indem er andere kleine Mädchen anstelle seiner Tochter tötete. Nach dem Geständnis öffnet er sich die Pulsadern und verblutet in seiner Zelle.

## Figuren
- Walter Lesniak: Philosophieprofessor und Anthropologe, möglicherweise der Schleifenmörder, von der Presse auch „Professor Tod“ genannt
- Ann Lesniak: Walters 24-jährige Tochter und Germanistik-Studentin, die um die Rehabilitation ihres Vaters kämpft
- Jakob Wesseling, Eva Harbert und Anwalt Ludwig Abramczyk: Anns Vertraute, die ihr auf der Suche nach der Wahrheit helfen

## Sprachstil
Hausmann arbeitet mit einem kühl-distanzierten Schreibstil. Leitmotiv des Thrillers ist das Zitat von Karl Feldkamp: „Wer immer perfekt sein will, ist nicht in der Lage, sich zu lieben, wie er ist.“
Der Roman ist aus der Ich-Perspektive der Tochter des mutmaßlichen Serientäters geschrieben. Gleichzeitig arbeitet Hausmann mit einer Wir-Perspektive von Täter und Opfer. Die Mordszenen werden grausam und detailliert beschrieben. In Rückblenden wird Anns Kindheit tagebuchartig nacherzählt und dient der Aufschlüsselung ihrer Gefühlswelt. Die Perspektivwechsel und Zeitsprünge finden klar gegliedert in Abschnitten statt. Im Laufe der Geschichte wird der Leser durch Plottwists mehrfach auf falsche Fährten geführt.

### Klappentext
„Die Macht der Gefühle kann tröstlich sein. Oder tödlich. Meine kleine Prinzessin. So allein. Du zitterst ja, du armes Ding. Komm mit mir, hab‘ keine Angst. Bei mir bist du sicher. Ich bringe dich an einen geheimen Ort, mein Herz, aber vorher müssen wir hier im Wald noch ein paar rote Schleifen verteilen, schau ...“

## Aufbau
Romy Hausmanns 416 Seiten starker Thriller und Familiendrama Perfect Day beschreibt die Abgründe der menschlichen Seele. Es geht um ein düsteres Geheimnis und die trügerische Macht der eigenen Wahrnehmung. Der Roman ist eine Mischung aus Erzählung und Tonbandprotokollen. Die zentrale Frage des Werkes ist: „Wie gut kennst du deinen Vater wirklich?“, wobei die Haupthandlung in der Gegenwart stattfindet. Nebenstränge aus der Vergangenheit finden ebenfalls statt. Die Kapitel tragen die Überschriften 1. Festnahme, 2. Der Inhaftierte schweigt, 3. Private Ermittlungen, 4. Einbrecher, 5. Schergel, 6. Die Kleine Prinzessin, 7. Aufklärung und 8. Epilog.

## Ausgaben
- Perfect Day. dtv, München 2022, ISBN 978-3-423-26315-3.